# Nell
Nell è un film del 1994 diretto da Michael Apted, basato su Idioglossia di Mark Handley.
Il film è ispirato a eventi realmente accaduti.

## Trama
Carolina del Nord. In una casetta isolata nel bosco, una donna, Violet Kellty, muore per un ictus e il dottor Jerome "Jerry" Lovell, il medico della città, trova nascosta tra le travi della casa, la figlia della donna, Nell, che ha sempre vissuto isolata nel bosco e perciò lontana dal mondo civile; la madre era il suo unico contatto, dalla quale, a causa della sua grave paralisi facciale, ha imparato un linguaggio disarticolato e infantile. Il primo impatto con la giovane non è dei migliori poiché Nell, non appena Jerry le si avvicina, si innervosisce e grida. Il dottore decide così di indagare su quella ragazza di cui nessuno in paese era a conoscenza. Con l'aiuto del suo amico, lo sceriffo Todd Peterson, Jerry scopre che Nell è stata concepita in seguito ad uno stupro.
Jerry chiede aiuto alla dottoressa Paula Olsen, esperta per bambini autistici, e al dottor Alexander "Hal" Paley con l'intento di aiutare la ragazza; questi sono intenti a voler internare Nell in un ospedale psichiatrico a scopo di studio e il giudice acconsente ma Jerry, grazie al suo avvocato Don Fontana, riesce ad impedirlo e ad ottenere tre mesi di permesso per aiutare Nell all'integrazione. Perciò Paula e Jerry si stabilizzano in una casa galleggiante e mettono telecamere nella cabina di Nell per osservare il suo comportamento: infatti i due riescono ben presto ad acquistare la fiducia di Nell e ad impararne il linguaggio che non è altro che la lingua ma con parole incomplete (versi e sillabe) e la ragazza è ancora traumatizzata per aver assistito alla morte della sua sorella gemella omozigote, deceduta anni prima a causa di una caduta mentre stavano giocando e il suo cadavere, ora ridotto ad uno scheletro in stato di decomposizione, è seppellito nel bosco. Anche Jerry e Paula, nonostante il loro iniziale rapporto conflittuale, iniziano ad andare d'accordo grazie a Nell che riesce a farli sempre riappacificare.
Intanto la presenza di Nell nel bosco inizia a diventare nota tanto da attirare l'attenzione dei giornalisti; infatti uno di questi, Mike Ibarra, scatta una foto a Nell facendola spaventare ma Jerry lo allontana furiosamente. A questo punto, Paula ritiene che Nell debba essere rinchiusa in un ospedale per stare più al sicuro mentre Jerry ormai considera che la ragazza se la può cavare da sola nel bosco. Per farle conoscere un po' di mondo, decidono così di portarla in città; qui, Nell fa amicizia con Mary, la moglie depressa di Todd ma incontra anche alcuni ragazzi in una sala biliardo che la ridicolizzano mentre la ragazza non capisce nulla di ciò che in realtà fanno i ragazzi. Jerry arriva e la porta via ma la stampa, a bordo di un aereo, raggiunge il bosco. A questo punto, Jerry acconsente di portarla in un ospedale ma lì, la ragazza deperisce, e così lui la porta via in un hotel e lì, Paula e Jerry si dichiarano il loro amore.
I tre mesi sono ormai giunti al termine e inizia il processo. La corte ritiene che la ragazza sia chiusa in un istituto in quanto affetta dalla sindrome di Asperger ma Jerry interviene con forza a difendere la sua libertà e così la ragazza è libera di tornare a vivere nel bosco.
Cinque anni dopo, Jerry e Paula, ora sposati e genitori della piccola Ruthie, visitano Nell nella sua casa per festeggiare il suo compleanno e lì la ragazza festeggia in compagnia e lega anche con la bambina, iniziando anche a parlare bene, segno di aver finalmente imparato a parlare e a legare con gli altri.

## Riconoscimenti
- 1995 - Premio Oscar
  - Nomination Miglior attrice protagonista a Jodie Foster
- 1995 - Golden Globe
  - Nomination Miglior film drammatico
  - Nomination Miglior attrice in un film drammatico a Jodie Foster
  - Nomination Migliore colonna sonora originale a Mark Isham
- 1995 - Screen Actors Guild Awards
  - Miglior attrice protagonista a Jodie Foster
- 1994 - Chicago Film Critics Association Awards
  - Nomination Migliore attrice protagonista a Jodie Foster
- 1995 - David di Donatello
  - Migliore attrice straniera a Jodie Foster
- 1995 - MTV Movie Awards
  - Nomination Miglior performance femminile a Jodie Foster
- 1995 - Dallas-Fort Worth Film Critics Association Awards
  - Miglior attrice protagonista a Jodie Foster
- 1996 - Golden Camera
  - Miglior attrice internazionale a Jodie Foster
- 1995 - Southeastern Film Critics Association Awards
  - Miglior attrice protagonista a Jodie Foster

## Film simili
- Gorilla nella nebbia (1988)
- Instinct - Istinto primordiale (1999)